# Lindau (Wüstung)

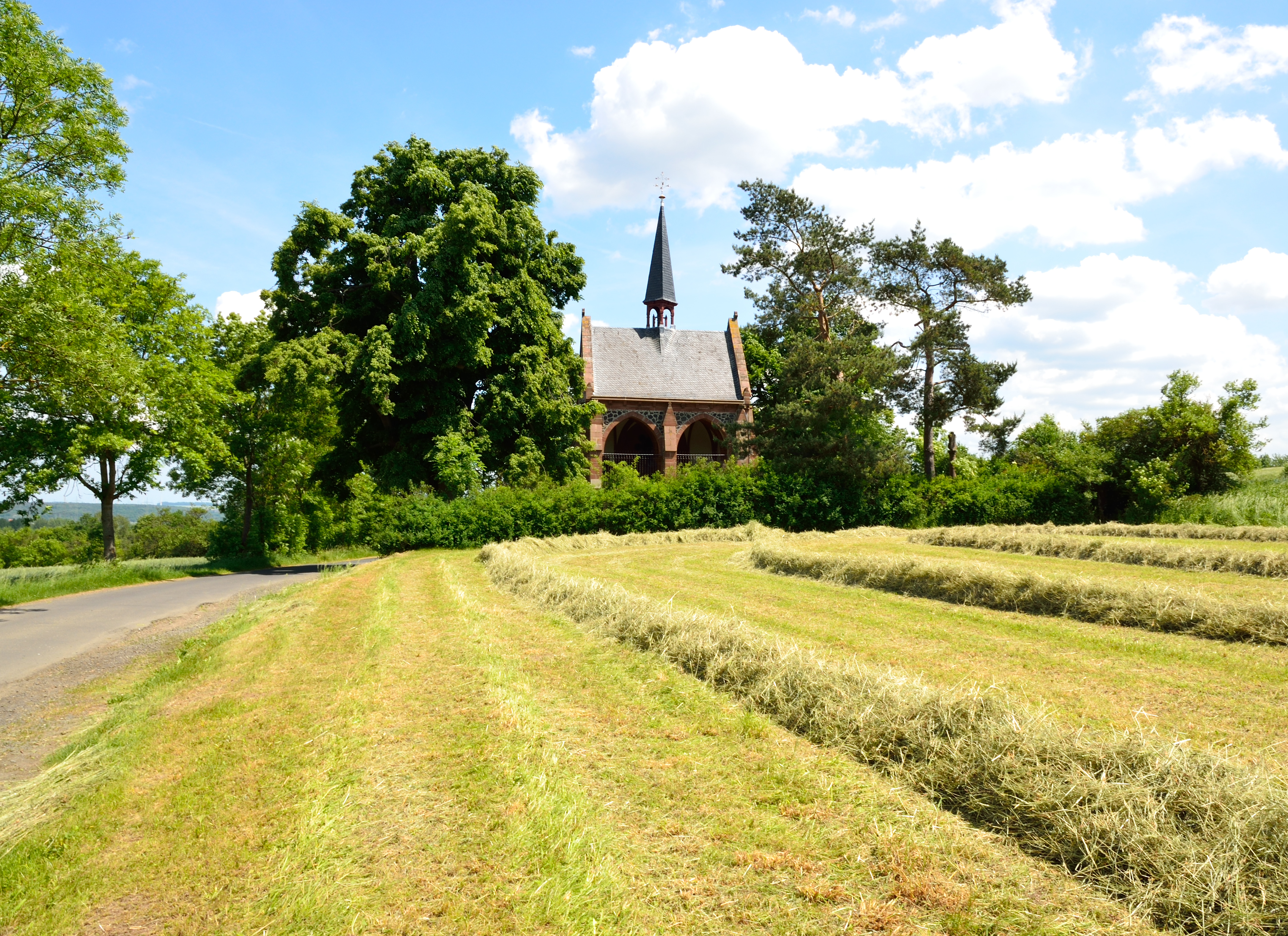
Der 1868 eingeweihte Neubau der Magdalenenkapelle am Ort der Wüstung.

Lindau ist eine Wüstung nördlich der mittelhessischen Stadt Amöneburg im Landkreis Marburg-Biedenkopf.
Der Ort wurde erstmals um 1248 als Lindowe erwähnt, zu dieser Zeit gehörte der Zehnt dem Erzstift Mainz. Zu dieser Zeit bestand unweit der Siedlung die Wasechenmühle.
1343 wurde oberhalb des nun als Lindauwe oder Lindaw bezeichneten Dorfes eine der Heiligen Maria Magdalena geweihte Kapelle errichtet. Unter dem Mainzer Bischof Gerlach von Nassau ging der Rodezehnt 1346/1353 an die Pfarrkirche in Amöneburg.
Letztmals erwähnt wurde der Ort 1358 als Lindinouwe, vermutlich fiel die Siedlung schon vor Ende des Jahrhunderts wüst. Heute steht an der Stelle nur die im Dreißigjährigen Krieg zerstörte und im 19. Jahrhundert an alter Stelle neu aufgebaute Magdalenenkapelle. Zudem trägt die Flur den Namen Am Linnauer Weg; in Amöneburg gibt es das Lindauer Tor.